# Список керівників держав 380 року
Список керівників держав 380 року — це перелік правителів країн світу 380 року
Список керівників держав 379 року — 380 рік — Список керівників держав 381 року — Список керівників держав за роками

## Європа
- плем'я вандалів — король Годагисл (359-406)
- плем'я вестготів — вождь Атанаріх (365-381) вів боротьбу проти повсталого вождя Фрітігерна (370 — 380)
- плем'я гунів — цар Балтазар (378 — 390)
- Думнонія — король Конан Меріадок ап Герайнт (340–387)
- Ірландія — верховний король Ніл Дев’яти Заручників (376 — 405)
- Римська імперія
  - на заході правив імператор Граціан (375 — 383) та його брат імператор Валентиніан II (375 — 392)
  - на сході правив імператор Феодосій Великий (379 — 395)
- Святий Престол — папа римський Дамасій I (366 — 384)

## Азія
- Аль-Хіра (Династія Лахмідів) — цар Імру аль-Кайс II ібн Амр  (368 — 390)
- Велика Вірменія — правили два брати — цар Аршак III (378 — 387) та цар Вагарш III (378 — 386)
- Диньяваді (династія Сур'я) — раджа Сур'я Унна (375 - 418)
- Іберійське царство — цар Мітрідат III (365-380), його змінив цар Аспакур III (380 — 394)
- Індія
  - Царство Вакатаків — імператор Прітвісена I (355-380), його змінив імператор Рудрасена II (380 — 385)
  - Імперія Гуптів — магараджа Самудрагупта (335–380), його змінив син імператор Чандрагупта ІІ (380 — 415)
  - Держава Кадамба — цар Кангаварма (365 — 390)
  - Камарупа — цар Самудраварман (374 — 398)
  - Західні Кшатрапи — махакшатрап Рудрасена III (348-380), його змінив махакшатрап Сімхасена (380 — 382)
  - Династія Паллавів  — махараджа Скандаварман II (370-385)
  - Раджарата — раджа Упатісса I (370-412)
- Кавказька Албанія — цар Вачаган II (371/379 — 383)
- Китай (Період шістнадцяти держав)
  - Тогон —  Мужун Шилянь  (371 — 390)
  - Династія Рання Цінь — імператор Фу Цзянь II (357 — 385)
  - Династія Цзінь — імператор Сима Яо (Сяо У-ді) (372 — 396)
- Корея
  - Кая (племінний союз) — кимгван Ісипхум (346-407)
  - Когурьо — тхеван (король) Сосурим (371 — 384)
  - Пекче — король Кингусу (375 — 384)
  - Сілла — марипкан Немуль (356 — 402)
- Паган — король Тілі К'яунг I (344 — 387)
- Персія
  - Держава Сасанідів — шахіншах Арташир II (379 — 383)
- Тарума (острів Ява) — цар Дхармаяварман (372 — 395)
- Хим'яр — цар Дарамар Айман II (375 — 410)
- Чампа — князь Бхадраварман I (Фан Ху Та) (377 — 399)
- Японія — імператор Нінтоку (313–399)

## Африка
- Аксумське царство — негус Мегадеїс (355-385)

## Північна Америка
- Цивілізація Майя
  - місто Тікаль — цар Яш-Нун-Аїн I (378-414)